# Trapped Ashes
Trapped Ashes (Trapped Ashes) è un film a episodi del 2006 diretto da Sean S. Cunningham, Joe Dante, Monte Hellman, Ken Russell e John Gaeta.